# Världsmästerskapen i badminton 2009
Världsmästerskapen i badminton 2009 anordnades den 10–16 augusti i Hyderabad, Indien. 

## Medaljsummering
| Pl. | Nation     | Guld | Silver | Brons | Totalt |
| --- | ---------- | ---- | ------ | ----- | ------ |
| 1   | Kina       | 4    | 3      | 3     | 10     |
| 2   | Danmark    | 1    | 0      | 1     | 2      |
| 3   | Indonesien | 0    | 1      | 2     | 3      |
| 4   | Sydkorea   | 0    | 1      | 1     | 2      |
| 5   | Malaysia   | 0    | 0      | 2     | 2      |
| 6   | Frankrike  | 0    | 0      | 1     | 1      |

## Resultat
| Event       | Guld                                | Silver                       | Brons                                               |
| Herrsingel  | Lin Dan                             | Chen Jin                     | Taufik Hidayat                                      |
| Herrsingel  | Lin Dan                             | Chen Jin                     | Sony Dwi Kuncoro                                    |
| Damsingel   | Lu Lan                              | Xie Xingfang                 | Wang Lin                                            |
| Damsingel   | Lu Lan                              | Xie Xingfang                 | Pi Hongyan                                          |
| Herrdubbel  | Fu Haifeng Cai Yun                  | Jung Jae-sung Lee Yong-dae   | Mohd Zakry Abdul Latif Mohd Fairuzizuan Mohd Tazari |
| Herrdubbel  | Fu Haifeng Cai Yun                  | Jung Jae-sung Lee Yong-dae   | Koo Kien Keat Tan Boon Heong                        |
| Damdubbel   | Zhang Yawen Zhao Tingting           | Cheng Shu Zhao Yunlei        | Du Jing Yu Yang                                     |
| Damdubbel   | Zhang Yawen Zhao Tingting           | Cheng Shu Zhao Yunlei        | Ma Jin Wang Xiaoli                                  |
| Mixeddubbel | Thomas Laybourn Kamilla Rytter Juhl | Nova Widianto Lilyana Natsir | Lee Yong-dae Lee Hyo-jung                           |
| Mixeddubbel | Thomas Laybourn Kamilla Rytter Juhl | Nova Widianto Lilyana Natsir | Joachim Fischer Nielsen Christinna Pedersen         |